# Weißkirchen in Steiermark
Weißkirchen in Steiermark là một đô thị thuộc huyện Judenburg trong bang Steiermark, nước Áo. Đô thị Weißkirchen in Steiermark có diện tích 1,27 km², dân số cuối năm 2005 là 689 người.